# Дхолы
«Дхолы», также Бхолы (англ. Bholes, Doels, Dholes) — вымышленные существа в произведениях американского писателя ужасов Г. Ф. Лавкрафта, которые появились в его повести «Сомнамбулический поиск неведомого Кадата» (1927 год), как «Бхолы»: Это гигантские склизкие червеобразные существа длиной в нескольких сотен футов, покрытые вязкой слизью. Поскольку они обитают только в кромешной тьме и избегают дневного света, их черты практически невозможно различить. Обитают в Подземном мире Страны снов и на других планетах. Также Дхолы фигурируют в повести «Шепчущий во тьме» (1931 год), как «Доэлы» и в рассказе «Врата Серебряного Ключа» (1933 год), как «Дхолы», в которых сообщается, что они населяют недра планеты Яддит, где они победили местных яддитян. Позже Дхолов упоминали последователи «Мифов Ктулху».

## Описание
Лавкрафт описывает исполинских Бхолов в повести «Сомнамбулический поиск неведомого Кадата» (1927 год):
«Картер попал в долину Пнота, где ползают и роют норы исполинские Бхолы, которых никому из людей не доводилось видеть, и никто не знает, что собой представляют эти твари. О Бхолах известно лишь по невнятным легендам: об их присутствии можно догадаться по шороху, который они издают, двигаясь между гор костей, да по липкому прикосновению, когда они проползают мимо. Их нельзя увидеть, потому что они ползают в кромешной тьме, но Картеру и не хотелось встречать Бхола, так что он чутко вслушивался во тьму, пытаясь распознать малейший шорох среди безбрежного поля костей вокруг. Как ни странно, между Гулями и Бхолами существовала удивительная связь. Скоро до его ушей донеслось тихое шуршание вдалеке. И по мере его приближения Картеру становилось всё тревожнее. Пока он лез на лестницу шорох не стихал и преследовал его. Картер одолел футов пять, когда грохот внизу стал громче и после того, как он поднялся ещё футов на пять, кто-то стал сильно трясти снизу конец верёвочной лестницы. На высоте в пятнадцать футов он почувствовал, как по его боку скользнуло что-то длинное, скользкое и извивающееся, что становилось то выгнутым, то вогнутым. С утроенной силой он карабкался вверх, чтобы избежать нестерпимых прикосновений конечностей отвратного объевшегося Дхола, чей облик не может увидеть ни один из смертных.»
Лавкрафт упоминает кратко Доэлов в повести «Шепчущий во тьме» (1931 год):
«Я узнал, откуда впервые пришел Ктулху и почему с тех пор засияла половина великих звёзд истории. Я догадался по намёкам, которые хозяин дома делал с паузами, о тайнах Магеллановых Облаков и шаровидных туманностей, чёрной истине, скрытой за древней аллегорией Тао. Была полностью раскрыта тайна Доэлов, и мне стала известна сущность (хотя и не источник происхождения) Псов Тиндала. Легенда о Йиге, Отце Змей, уже перестала быть метафорической, и я стал испытывать отвращение, узнав о чудовищном ядерном хаосе по ту сторону искривлённого пространства, которое в «Некрономиконе» было скрыто под именем Азатота.» 
Лавкрафт описывает Дхолов как массивных червеобразных существ в рассказе «Врата Серебряного Ключа», написанном в соавторстве с Хоффманом Прайсом (1933 год): 
«Однажды планетарный угол наклона совместится с нужной эпохой, и жизнь на Яддите подойдёт к концу, и на планете станут господствовать выползшие из нор Дхолы. Картер выяснил, какими чарами можно защититься от Дхолов при отлёте с мертвой, угрюмой планеты. Картер поднялся по ступенькам в корабль-оболочку и взлетел. Он увидел, что парит в свободном пространстве, когда корабль пронёсся над омертвевшим Яаддитом. Гигантские Дхолы вырвались из нор и планета стала разваливаться на части. Одно из чудищ поднялось на семьсот футов и попыталось дотянуться до корабля своими белёсыми липкими конечностями, но чары помогли Картеру победили эту нечисть.»
Дхолы (также Дхол, Дхоулы, Доэлы, Долы) — гигантские бледные червеобразные существа, роющие недра, с открытой полостью на одном конце, которая служит им ртом. Обитают глубоко в земных недрах. Например, в Долине Пнат (Vale of Pnath), но их также можно найти в других пещерах в Подземном мире Страны Снов. Никто никогда не видел их, но встреча Рэндольфа Картера с Бхолами наводит на мысль, что они имеют форму невидимого червя с длинными щупальцами.
Далее мы узнаём, что Дхолы — колоссальные черви, которые живут на других планетах, прокладывая туннели сквозь них и тем самым делая их непригодными для жизни. Дхолы уничтожили таким образом много планет, включая Яддит (Yaddith). Они не являются уроженцами Земли, и, похоже, ни один из них не призывался сюда более чем на короткий период времени — к счастью; поскольку они, похоже, пронизывали и опустошали другие миры, поглощая их изнутри. Неизвестно, как они достигают Иных миров, но теории включают магический призыв для «плавания» в космосе. Дхолы победили яддитян — гуманоидов с чертами насекомых, с когтями. В конечном счёте их разумная цивилизация погибнет, и планета окажется во власти Дхолов.
Некоторые говорят о Долах, как путешественниках в Иные миры, которые прокладывают себе путь сквозь пространство («межпространственную ткань снов»), чтобы достичь отдалённых мест. Возможно, что Дхолы — это порождение существ из Страны Снов, известные как Бхолы, которые перемещают своих детей через червоточины в пространстве вселенной. Также, возможно, Бхолы — это подвид Дхолов, или что Бхолы рождают Дхолов, а затем отправляют их через червоточины в Иные миры.

## Вдохновение
Артур Мейчен упоминал в рассказе «Белые люди» (1906 год) существ Долы (англ. Dôls), но без описания. Лавкрафт, вероятно, вдохновлённый рассказом, создал рукопись под названием «Песнопения Дхол».
Фрэнк Белнэп Лонг придумал крошечных плотоядных «Доэлов» для нескольких рассказов (возможно, с тем же вдохновением), а Лавкрафт упомянул «Доэлов» в повести «Шепчущий во тьме» (1931 год). Лонг пишет в рассказе «Псы Тиндала» (1929  год):
«Возможно, в другом измерении есть другая сила, отличная от той, что создаёт нашу жизнь. Возможно также, что эта сила испускает энергию, которая проникает из этого неизвестного измерения к нам и создаёт новые формы клеточной жизни в нашем мире. Никто не знает, существует ли в нашем измерении такая клеточная жизнь. Но я видел её проявления. Я РАЗГОВАРИВАЛ с ними. Ночью в своей комнате я общался с Доэлями. А во сне видел их создателя. Стоя на тёмном берегу за пределами времени и материи, я видел Его. Он двигался через странные искривления и самые разные углы. Когда-нибудь я совершу путешествие во времени и встречусь с ним лицом к лицу...»
Однако ни одно из них, похоже, не является колоссальным червеобразным существом из космоса, с которым знакомы поклонники Мифов Ктулху. Изначально в своей незавершённой повести «Сомнамбулический поиск неведомого Кадата» Лавкрафт упоминает исполинских подземных существ как «Бхолы». Август Дерлет прочитал это слово в рукописи Лавкрафта как «Дхолы» и так опубликовал позже работу. Дерлет ссылался на то, что Лавкрафт изменял образы, а также писал похожие буквы D и B. Некоторые авторы Мифов Ктулху с тех пор использовали неправильный термин «Дхолы» для «Сомнамбулический поиск..». С.Т. Джоши пишет, что расшифровка рукописей Лавкрафта показывает, что слово «Дхолы» первоначально появилось как «Бхолы». В своих исправленных изданиях Лавкрафта С.Т. Джоши восстановил написание «Бхолы», что создало новые проблемы. Один из создателей справочника Страны Грёз (Сэнди Питерсен) для игры «Зов Ктулху» прочитал ошибочно исправленную версию «Сомнабулического поиска...» и подумал, что «Бхолы» были новым изобретением последователей Лавкрафта, и это привело его к созданию двух разных существ. Однако в последнем издании это исправлили. В «Врата серебряного ключа» Дхолы.

## Другие авторы
Август Дерлет создал упоминание Дхолов при описании «Песнопения Дхол» в повести «Таящийся у порога» (1945 год):
«Властители перемещаются через Врата, что есть везде и во все времена. В Иреме, Городе Столбов, что лежит в пустыне, человек возвёл Камни и трижды произнёс запретные слова, и возникли Врата, что будут ждать Тех, Кто пройдет через Них — Дхолов, ужасных Ми-го, народ Чо-чо, Глубоководных и народ Гугов, Ночных призраков, Шогготов, Воормисов, Шантаков, что стерегут Кадат в Холодной Пустыне и на плато Ленг. Все они — дети Богов Седой Старины. Существует оружие против ведьм, демонов, Глубоководных, Дхолов, Воормисов, Чо-чо, мерзкого отродья Ми-го, Шогготов, Гастов, Валусианцев и всех тех народов или тварей, что служат Властителям Древности и их отпрыскам, что хранится в пятиконечной пещере из серого камня на древней звезде Мнар, но оно не может противостоять самим Властителям.»
Более поздние находки последователей «Мифов Ктулху» описывают новые сведения. Одни источники указывают, что младенцы-дхолы являются паразитическими организмами, поселяющимися в телах других существ. Продукты их жизнедеятельности останавливают процесс старения хозяина, и до тех пор, пока хозяин получает специальные препараты, рост Дхола будет замедляться. Некоторые говорят, что египетские фараоны использовали этот опасный метод обретения вечной жизни.
В большинстве случаев Дхолы описываются как более крупные, чем океанский лайнер, но их размеры часто различаются. Сообщалось о гораздо меньших существах, чья паразитарная стадия может принимать форму колоний, похожих на червей, или одного Дхола размером со змею в брюшной полости человека. Есть предположения, что Дхолы обладают способностью следовать за теми, кто убегает от них, через сны и различные воплощения.
Брайан Ламли в повести «Роющие Недра» («The Burrowers Beneath») (1974  год) описывает Хтонийцев (англ. Chthonians) — это гигантские черви, похожие на червей и кальмаров, покрытых вязкой слизью, которые обитают на разных планетах. Их редко можно увидеть при дневном свете и то только на планетах, которые они полностью завоевали, поскольку они не любят прямого света, хотя он и не причиняет им видимого вреда. Точно так же вода не влияет на них, как на некоторых других червеобразных существ Мифов. Хтонийцы поклоняются червеобразному Великому Древнему Шудде-М'еллу, который выглядит как и они.
Лин Картер пишет, что Дхолы — это гигантские черви с белой кожей и свиными мордами. Дхолы поклоняются Шуб-Ниггурат и прокладывают путь в недрах для прибытия других её приспешников в наш мир.
В «Книги Эйбона» записана формула для ритуала призыва Дхолов на Землю. К счастью, последние издание было утеряно в Египте.
В трилогии «Иллюминатус!» и Дхолы Мейчена, и Дхолы Лавкрафта упоминаются, как отсылки к мифическим существам, связанным с Иллюминатами.
Т. Э. Д. Кляйн в романе «Церемонии» описывает Дхолов в виде маленького суетящегося существа, обладающего телами различных персонажей и животных. На протяжении всего романа Кляйн ссылается на «Белые люди» Мейчена.
Ричард Ли Байерс в рассказе «Гнев пустоты» (2017 год) описывает как герои сталкиваются с Дхолом после того, как им удалось сбежать от Псов Тиндала, которым удаётся уничтожить его с помощью динамита.
Также встречаются имена или титулы: Черви Смерти, Дол, Великий Пожиратель, К'оле, Утроба Смерти, Пожиратели Планет (Death Worms, Dol, Great Eater, K'ole, Maw of Death, Planet Devourers).

## Настольные игры
Сенди Петерсон для настольной игры «Зов Ктулху»  совместил вышеуказанные сведения и добавил новые детали. Наиболее примечательной особенностью Дхолов является их размер. Типичная особь имеет как минимум 180 метров в длину и 6 метров в толщину. Не редкость и вдвое большие особи. Хотя это существо обладает способностью сжиматься, подобно земному червю, оно не может менять свою форму, как Звёздное отродье Ктулху. Дхолы могут выплюнуть из полости струи слизи, которая поглощает его жертву. Обитают глубоко под землей и почти никогда не появляется на поверхности. Дхолы падальщики, которые питаются разными углеводородами. Жизненный цикл Дхолов не изучен. По одной версии Дхолы — это финальная стадия развития хтонианца. По другой версии, они происходят из Страны снов и известны там как Бхолы, подвид Дхолов.